# Hadizatou Mani
Hadizatou Mani (nascida em 1984) é uma ativista de direitos humanos do Níger, na África, que lutou para se libertar da escravidão nos tribunais. Ela está na lista das 100 pessoas mais influentes do mundo da revista Time de 2009, e foi homenageada como uma das 100 mulheres da BBC em dezembro de 2022.

## Vida
Hadizatou nasceu em 1984, no Níger, país africano. Ela foi vendida para ser escravizada aos doze anos por 500 dólares. Apenas em 2003, a escravidão foi banida no Níger, mas ela ainda ocorre ilegalmente até os dias de hoje. 
Hadizatou foi escravizada para trabalhar e gerar três filhos para seu escravizador. Ele alegava que ela era sua esposa e não sua escrava. Assim, ele a acusou de bigamia quando ela se casou com outro homem. Hadizatou foi presa por seis meses, mas foi encorajada a apelar do caso.
Depois que ela usou os tribunais para anular sua condenação, ela recebeu $20.000 em danos e mais tarde foi homenageada com o Prêmio Internacional de Mulheres de Coragem de 2009.

## Prêmios
Ela está na lista das 100 pessoas mais influentes do mundo da revista Time de 2009, e foi homenageada como uma das 100 mulheres da BBC em dezembro de 2022.